# Mahamaya Nagar (dystrykt)
Mahamaya Nagar (Hathras) (Hindi: महामायानगर ज़िला, Urdu: مہامایا نگر ضلع) – dystrykt w stanie Uttar Pradesh w Indiach. Stolicą dystryktu jest miasto Hathras.